# Boletus pinophilus
Il Boletus pinophilus  è un fungo della famiglia delle Boletaceae

## Descrizione della specie
Cappello 
Diametro 4-20 cm, carnoso, convesso, poi espanso; rosso-bruno o color castagno; prima untuoso e liscio, poi leggermente vellutato.
 Pori 
Piccoli, bianchi, poi gialli od olivastri.
 Tubuli 
Immutabili, adnati al gambo, di color giallo.
 Gambo 
5-10 × 3-6 cm, robusto, spesso panciuto, con superficie asciutta, coperta da un fine reticolo rossiccio ben evidente almeno nella parte alta; colore biancastro oppure sfumato in modo più o meno marcato di marrone, con tonalità che richiamano quelle del cappello.
 Carne 
Biancastra, non del tutto immutabile, perché vira nel vinoso-scuro sotto la cuticola del cappello.
- Odore: fungino oppure di muschio, molto gradevole.
- Sapore: dolce, come di nocciole.

 Spore 
12,5-18,0 × 4,0-5,0 µm, sub-fusiformi, olivastro o bruno tabacco in massa, con numerosi vacuoli.

## Habitat
Fungo simbionte, fruttifica dalla primavera all'autunno, sia sotto conifere che sotto latifoglie. 
In Italia è possibile reperirlo prevalentemente sulle Alpi sotto conifere, ma è diffuso anche nelle stazioni più fresche dell'Appennino settentrionale in boschi misti con resinose (abete bianco e rosso) e latifoglie mesofile (faggio, castagno, aceri, frassino maggiore). Al centro-sud è diffuso solamente in zone vocate ad elevate altitudini, come nelle stazioni più fresche dell'Appennino calabro.

## Commestibilità
Eccellente, nonostante il sapore poco aromatico rispetto ad altre specie di porcini. Tuttavia in alcune zone è considerato migliore del Boletus edulis.

## Etimologia
Dal latino pīnus ‘pino’ e dal greco φίλος phílos ‘amato’, quindi ‘amante dei pini’, per il suo presunto habitat.

## Sinonimi
- Boletus aestivalis var. pinicola (Vittad.) Sacc., Sylloge fungorum (Abellini) 19: 154 (1910)
- Boletus edulis f. pinicola (Vittad.) Vassilkov, C. R. Soc. Phys. Hist. nat. Geneve: 14 (1966)
- Boletus edulis var. pinicola Vittad.
- Boletus pinicola (Vittad.) A. Venturi, (1863)